# Famille Le Lieur

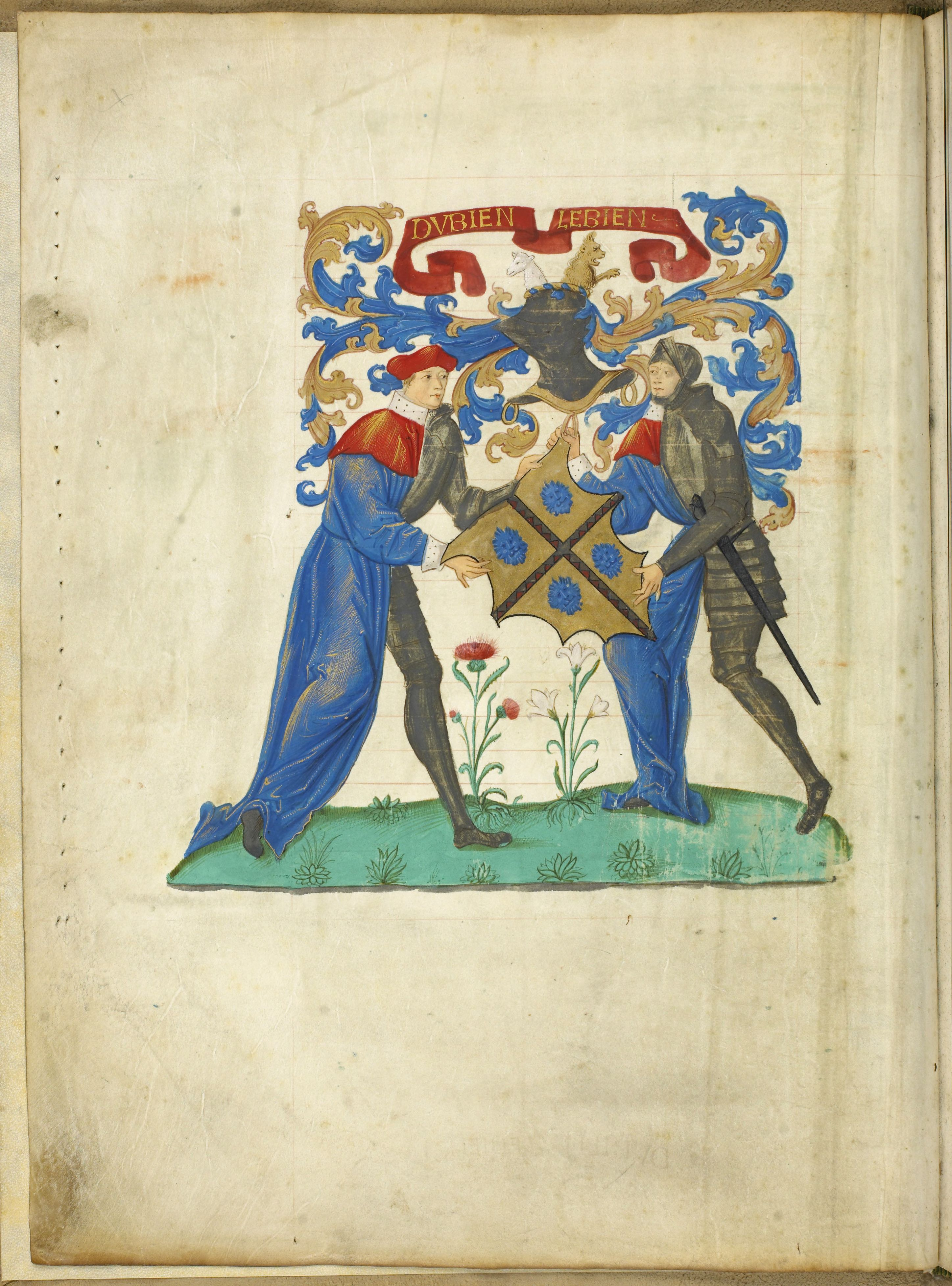
Armes de Jacques Le Lieur, en tête du Livre des Fontaines (folio 1v)

La Famille Le Lieur est une famille de notables rouennais ayant occupé des fonctions importantes auprès de la Ville au Moyen Âge et à la Renaissance.  
La famille est connue depuis le XIIIe siècle : la plus ancienne trace d'un Le Lieur (Louis) apparaît dans les registres de sépulture de l'abbatiale Saint-Ouen, en 1275. 
Parmi les membres illustres, on compte : 
- Robert Le Lieur est en 1290 pair ou conseiller de la ville de Rouen
- Jacques Ier Le Lieur, mort en 1366. Il est maire de Rouen en 1357-1358[1]. Il est capitaine élu des châteaux de Rouen en 1358, mais également gouverneur du fort Sainte-Catherine. Grand-maître des Eaux et Forêts de Normandie, il est fait chevalier pour ses services à la couronne. Ses lettres de noblesse héréditaires sont confirmées le 13 février 1364 par Charles V le Sage. Il est inhumé dans l’église du couvent des Cordeliers de Rouen.
- Jean Le Lieur, fils de Jacques Ier Le Lieur, décède pendant le siège de 1418. Il est victome de Pont-Audemer et de Pont-Authou.
- Vincent Le Lieur, mort en 1418. Moine de Saint-Ouen, il a été abbé de Saint-Pierre de Préaux.

À la fin du XVe siècle, sont documentés à Rouen trois frères Le Lieur, mais dont la filiation avec la génération précédente n'est pas clairement établie : 
- Robert Le Lieur, mort en 1501, frère ainé de Jacques. Avocat du roi au bailliage de Rouen[1] en 1476, il est aussi conseiller du roi et premier avocat du roi de Normandie.
- Jacques III Le Lieur, mort en 1502 sans descendance. En 1482, il est seigneur du Bosc-Bénard et échevin de la ville de Rouen.
- Roger Le Lieur, mort en 1557, cadet de la fratrie, s'installe à Paris avant 1503, date à laquelle il est inscrit sur le registre des marchands. Il sera cependant inhumé dans la paroisse Saint-Vivien de Rouen

Robert Le Lieur donne naissance, avec son épouse Jeanne Bonté, à deux fils
- Jacques Le Lieur, (vers 1480[1]- vers 1550), quatrième du nom[2], est le fils de Robert Le Lieur[1]. Il est échevin-conseiller de la ville de Rouen de 1517 à 1542 ; notaire-secrétaire du Roi ; député aux États de Normandie en 1542[2] et poète. Il est connu pour avoir commandé et coordonné le Livre des Fontaines, célèbre manuscrit décrivant les adductions en eau de la ville de Rouen.
- Pierre Le Lieur, chanoine et haut doyen du chapitre de Rouen[1].

Les armes de la famille sont D’or à la croix d’argent dentelée de gueules, et accompagnée de quatre têtes de léopards d’azur.